# Прапор Куликівського району
Пра́пор Куликі́вського райо́ну — сучасний стяг Куликівського району Чернігівської області. Автор проекту прапора  — А. Гречило.
Прапор району затверджений 30 січня 2003 року 6-ю сесією Куликівської районної ради XXIV скликання.

## Опис
Прямокутне зелене полотнище із співвідношенням ширини до довжини 2:3, посередині якого проходить горизонтальна срібна смуга — шириною в 1/5 ширини прапора. У верхньому куті від древка на зеленому фоні зображений жовтий кулик, повернутий до древка.